# أوليفييه فيرنون
أوليفييه فيرنون (بالإنجليزية: Olivier Vernon)‏ هو لاعب كرة قدم أمريكية أمريكي، ولد في 7 أكتوبر 1990 في ميامي في الولايات المتحدة.

## وصلات خارجية
- أوليفييه فيرنون على موقع مرجع كرة القدم المحترفة.كوم (الإنجليزية)